# Carlos Prates (lutador)
Carlos Augusto Monteiro Prates (Taubaté, 17 de agosto de 1993) é um lutador brasileiro de artes marciais mistas (MMA) e ex-lutador de muay thai. Atualmente, ele compete na categoria peso-meio-médio do Ultimate Fighting Championship (UFC). Em 15 de julho de 2025, ele era o 12º no ranking dos meio-médios do UFC.

## Biografia
Prates nasceu em 17 de agosto de 1993 em Taubaté, São Paulo, filho de mãe solteira. Durante sua adolescência, ele começou no muay thai na Vale Top Team e, após quatro anos, iniciou sua carreira nas artes marciais mistas. Após sua quarta derrota, Prates se mudou para a Tailândia para aprender muay thai e competir, antes de voltar para o MMA em 2016.

## Carreira no muay thai e kickboxing
Em 2 de abril de 2016, Prates enfrentou o futuro campeão mundial de Lethwei, Dave Leduc, no Rawai Boxing Stadium em Phuket, Tailândia. Ele perdeu a luta por decisão.
Em 7 de abril de 2018, Prates enfrentou Wu Sihan em Weifang, China. Ele venceu a luta por decisão unânime.
Em 28 de abril de 2018, Prates enfrentou Jacob Ginter no Phoenix 7 em Phuket, Tailândia. Ele venceu a luta por nocaute no segundo round.
Em 29 de agosto de 2018, Prates participou de um torneio de 4 homens no MMC 035. Nas semifinais, ele derrotou Zhao Guangzhou por decisão. Nas finais, ele nocauteou Wang Mingwu aos 35 segundos do primeiro round com uma joelhada no corpo.
Em 20 de outubro de 2018, Prates enfrentou Zhou Wei no evento WLK - Xinhong Cup. Ele perdeu a luta por decisão.
Em 21 de novembro de 2018, Prates enfrentou Chen Zijun no Kunlun Fight na China. Ele venceu a luta por nocaute no primeiro round com uma joelhada no corpo.
Em 22 de dezembro de 2018, Prates enfrentou o veterano do Glory Dmitry Menshikov no Muay Thai Factory 1. Ele perdeu a luta por decisão.
Em 15 de dezembro de 2019, Prates enfrentou Jiao Fukai na Hongjian Cup em Taicang, China. Ele venceu a luta por decisão dividida.
Em 12 de setembro de 2020, Prates enfrentou Diesellek Seardammhooplara no Muay Hardcore. Ele venceu por nocaute no primeiro round com uma joelhada no corpo.
Em 20 de novembro de 2020, Prates enfrentou Mansurbek Tolipov no UAM K-1 Combat. Ele venceu a luta por decisão unânime.
Em 25 de junho de 2021, Prates enfrentou Dmitry Valent no Muaythai Night 6. Ele venceu a luta por decisão dividida.
Em 6 de novembro de 2021, Prates enfrentou Dengue Silva pelo título Meio-Médio do SFT Xtreme. Ele venceu a luta por nocaute no quinto round com um soco no corpo.

## Carreira nas artes marciais mistas
Sua estreia profissional no MMA ocorreu em 2012, mas o início de sua carreira teve um começo conturbado. Em suas nove primeiras lutas, ele enfrentou vários desafios, terminando com um cartel de 5-4. Esses reveses foram parcialmente atribuídos ao fato de ele competir em uma categoria de peso inadequada e à falta de disciplina em seu regime de treinamento. Eventualmente, Prates aprimorou suas habilidades e encontrou seu ritmo, principalmente após uma longa estadia na Tailândia, onde ganhou uma valiosa experiência no Muay Thai.
Prates lutou extensivamente no cenário asiático de MMA, participando de eventos como o Chin Woo Men da China e o Full Metal Dojo da Tailândia. Em 2016, Prates lutou contra o lutador libanês Yousef Wehbe no Full Metal Dojo 8 e venceu por mata-leão em Phuket, Tailândia.
Ele também se juntou à Warrior Series do ONE Championship em 2019, onde ganhou reconhecimento com vitórias contra lutadores como Gunther Kalunda. Prates compilou um cartel de 15-6 de 2012 a 2023 antes de ser convidado para o Dana White's Contender Series.

### Dana White's Contender Series
Prates fez sua estreia no Contender Series na Semana 4 da 7ª Temporada. Ele venceu por nocaute no segundo round, garantindo um contrato com o UFC.

### Ultimate Fighting Championship

#### 2024
Prates fez sua estreia em 10 de fevereiro de 2024, no UFC Fight Night: Hermansson vs. Pyfer, contra Trevin Giles. Prates venceu por nocaute no segundo round. Isso lhe rendeu um bônus de Performance da Noite.
Prates lutou em seguida no UFC on ESPN: Cannonier vs. Imavov contra Charles Radtke em 8 de junho de 2024. Prates venceu com uma joelhada no corpo no primeiro round. Isso lhe deu outro bônus de Performance da Noite.
Prates fez sua estreia no pay-per-view no UFC 305 em 18 de agosto de 2024, contra Li Jingliang. Ele venceu por nocaute com um gancho de esquerda após derrubar Jingliang duas vezes, sendo o primeiro a nocautear Jingliang. Isso lhe rendeu seu terceiro bônus consecutivo de Performance da Noite.
Prates teve sua primeira luta principal no UFC Fight Night: Magny vs. Prates contra o veterano Neil Magny. Prates defendeu todas as 7 tentativas de queda de Magny e o derrubou duas vezes, vencendo por nocaute aos 4 minutos e 50 segundos do primeiro round. Isso rendeu a Prates seu quarto prêmio consecutivo de Performance da Noite.

#### 2025
Prates estava agendado para enfrentar Geoff Neal em 12 de abril de 2025, no UFC 314. No entanto, Neal se retirou da luta por motivos desconhecidos e o confronto foi posteriormente cancelado.
Prates enfrentou Ian Machado Garry em 26 de abril de 2025, na luta principal do UFC on ESPN: Machado Garry vs. Prates. Ele perdeu a luta por decisão unânime.
A luta entre Prates e Geoff Neal foi então remarcada para ocorrer em 16 de agosto de 2025, no UFC 319. Prates venceu por nocaute com uma cotovelada giratória no último segundo do primeiro round. Rendendo o seu quinto prêmio de Performance da Noite.

## Campeonatos e realizações

### Artes marciais mistas
- Ultimate Fighting Championship
  - Performance da Noite (Quatro vezes) vs. Trevin Giles, Charles Radtke, Li Jingliang, Neil Magny e Geoff Neal[23][25][27][29][36]
  - Prêmios de Honra do UFC
    - 2024: Vencedor da Estreia do Ano – Escolha dos Fãs vs. Trevin Giles[37]

  - Prêmios do UFC.com
    - 2024: Estreante do Ano,[38] 3º lugar em Lutador do Ano[39] & 9º lugar em Nocaute do Ano  vs. Li Jingliang[40]

- Standout Fighting Tournament
  - Campeão Peso-Meio-Médio do SFT (Uma vez)

- MMAjunkie.com
  - 2024: Estreante do Ano[41]

- Cageside Press
  - 2024: Estreante do Ano[42]

- MMA Fighting
  - 2024: Novato do Ano[43]
  - 2024: Primeiro Time All-Star de MMA[44]

- ESPN
  - 2024: Melhor estreante[45]

### Kickboxing
- Standout Fighting Tournament
  - Campeão Meio-Médio do SFT Xtreme (Uma vez)

## Cartel no MMA
| Cartel no MMA   |             |            |
| 29 lutas        | 22 vitórias | 7 derrotas |
| Por nocaute     | 17          | 2          |
| Por finalização | 3           | 3          |
| Por decisão     | 2           | 2          |

| Res.    | Cartel | Oponente                   | Método                            | Evento                                  | Data       | Round | Tempo | Local                 | Notas                                                  |
| ------- | ------ | -------------------------- | --------------------------------- | --------------------------------------- | ---------- | ----- | ----- | --------------------- | ------------------------------------------------------ |
| Vitória | 22–7   | Geoff Neal                 | Nocaute (cotovelada giratória)    | UFC 319: du Plessis vs. Chimaev         | 16/08/2025 | 1     | 4:59  | Chicago, Illinois     | Performance da Noite.                                  |
| Derrota | 21–7   | Ian Machado Garry          | Decisão (unânime)                 | UFC on ESPN: Machado Garry vs. Prates   | 26/04/2025 | 5     | 5:00  | Kansas City, Missouri |                                                        |
| Vitória | 21–6   | Neil Magny                 | Nocaute (soco)                    | UFC Fight Night: Magny vs. Prates       | 09/11/2024 | 1     | 4:50  | Las Vegas, Nevada     | Performance da Noite.                                  |
| Vitória | 20–6   | Li Jingliang               | Nocaute (socos)                   | UFC 305: du Plessis vs. Adesanya        | 17/08/2024 | 2     | 4:02  | Perth                 | Performance da Noite.                                  |
| Vitória | 19–6   | Charles Radtke             | Nocaute (joelhada no corpo)       | UFC on ESPN: Cannonier vs. Imavov       | 08/06/2024 | 1     | 4:47  | Louisville, Kentucky  | Performance da Noite.                                  |
| Vitória | 18–6   | Trevin Giles               | Nocaute (soco)                    | UFC Fight Night: Hermansson vs. Pyfer   | 10/02/2024 | 2     | 4:03  | Las Vegas, Nevada     | Performance da Noite.                                  |
| Vitória | 17–6   | Mitch Ramirez              | Nocaute Técnico (soco)            | Dana White's Contender Series 60        | 18/11/2023 | 2     | 1:14  | Las Vegas, Nevada     |                                                        |
| Vitória | 16–6   | Eduardo Ramon              | Nocaute (joelhada)                | LFA 154                                 | 10/03/2023 | 1     | 2:25  | Cajamar, São Paulo    |                                                        |
| Vitória | 15–6   | Moacir Rocha               | Nocaute (chute na cabeça e socos) | LFA 146                                 | 04/11/2022 | 1     | 4:15  | Cajamar, São Paulo    | Luta em peso casado (79,2 kg); Rocha não bateu o peso. |
| Vitória | 14–6   | Charles de Oliveira Santos | Nocaute (soco)                    | Standout Fighting Tournament 37         | 03/09/2022 | 1     | 3:14  | São Paulo             | Ganhou o Cinturão Meio-Médio vago do SFT.              |
| Vitória | 13–6   | Taffarel Brasil            | Nocaute (socos e joelhada)        | Standout Fighting Tournament 35         | 11/06/2022 | 2     | 1:52  | São Paulo             | Retorno ao peso-meio-médio.                            |
| Vitória | 12–6   | Alan Silva                 | Nocaute Técnico (socos)           | Standout Fighting Tournament 32         | 18/12/2021 | 1     | 1:21  | São Paulo             | Luta no peso-leve.                                     |
| Vitória | 11–6   | Joseph Luciano             | Decisão (unânime)                 | ONE Warriors Series 9                   | 04/12/2019 | 3     | 5:00  | Kallang               |                                                        |
| Derrota | 10–6   | Gadzhimurad Abdullaev      | Decisão (unânime)                 | ONE Warriors Series 6                   | 20/06/2019 | 3     | 5:00  | Kallang               |                                                        |
| Vitória | 10–5   | Gunther Kalunda Ngunza     | Nocaute (chute no corpo)          | ONE Warriors Series 5                   | 25/04/2019 | 2     | 4:45  | Kallang               | Estreia no peso-médio.                                 |
| Vitória | 9–5    | Tuluosibake Kuerbanjiang   | Nocaute Técnico (socos)           | WLF W.A.R.S. 30                         | 14/12/2018 | 1     | 0:28  | Zhengzhou             |                                                        |
| Vitória | 8–5    | Tao Jiang                  | Nocaute Técnico (socos)           | Chin Woo Men: 2016-2017 Season, Stage 7 | 07/04/2017 | 2     | 3:35  | Guangzhou             |                                                        |
| Derrota | 7–5    | Mikhail Romanchuk          | Nocaute Técnico (socos)           | Chin Woo Men: 2016-2017 Season, Stage 3 | 07/01/2017 | 1     | 2:03  | Guangzhou             |                                                        |
| Vitória | 7–4    | Sun Jiming                 | Finalização (guilhotina)          | Chin Woo Men: 2016-2017 Season, Stage 1 | 06/11/2016 | 1     | 1:57  | Guangzhou             |                                                        |
| Vitória | 6–4    | Yousef Wehbe               | Finalização (mata-leão)           | Full Metal Dojo 8                       | 10/01/2016 | 2     | 2:56  | Phuket                | Estreia no peso-meio-médio.                            |
| Derrota | 5–4    | Ary Santos                 | Finalização (mata-leão)           | MMA Super Heroes 6                      | 25/10/2014 | 1     | 3:24  | São Paulo             |                                                        |
| Vitória | 5–3    | Bruno Pereira              | Finalização (chave de braço)      | Strong Fight Combat 2                   | 14/06/2014 | 3     | 2:13  | Taubaté               |                                                        |
| Derrota | 4–3    | Claudiere Freitas          | Finalização (triângulo)           | Premium FC 3                            | 22/11/2013 | 1     | 3:10  | Campinas              |                                                        |
| Vitória | 4–2    | Cosme Santos               | Nocaute (chute no corpo)          | Brazil Combate 2                        | 10/11/2013 | 1     | 2:21  | Americana             |                                                        |
| Derrota | 3–2    | Diogo Cavalcanti           | Finalização (chave de calcanhar)  | Standout Fighting Tournament 1          | 20/09/2013 | 1     | 4:54  | São Paulo             | Retorno ao peso-leve.                                  |
| Vitória | 3–1    | Rodrigo Haro               | Decisão (majoritária)             | Detonic Fight 2                         | 11/05/2013 | 3     | 5:00  | Ouro Fino             | Estreia no peso-pena.                                  |
| Derrota | 2–1    | Rafael Nunes               | Nocaute Técnico (desistência)     | Max Fight 13                            | 13/05/2012 | 1     | 2:15  | São Paulo             |                                                        |
| Vitória | 2–0    | Renato da Silva Jr.        | Nocaute Técnico (socos)           | Romani Fight Brazil 1                   | 24/03/2012 | 3     | 4:08  | Taubaté               |                                                        |
| Vitória | 1–0    | Sergio Vieira              | Nocaute Técnico (socos)           | Max Fight 11                            | 17/03/2012 | 2     | 2:05  | Campinas              | Estreia no peso-leve.                                  |

## Cartel no muay thai e kickboxing (incompleto)
| Cartel Profissional no Muay Thai e Kickboxing              | Cartel Profissional no Muay Thai e Kickboxing              | Cartel Profissional no Muay Thai e Kickboxing              | Cartel Profissional no Muay Thai e Kickboxing              | Cartel Profissional no Muay Thai e Kickboxing              | Cartel Profissional no Muay Thai e Kickboxing              | Cartel Profissional no Muay Thai e Kickboxing              | Cartel Profissional no Muay Thai e Kickboxing              |                                                            |
| 28 vitórias (14 KOs, 14 Decisões), 5 derrotas (5 Decisões) | 28 vitórias (14 KOs, 14 Decisões), 5 derrotas (5 Decisões) | 28 vitórias (14 KOs, 14 Decisões), 5 derrotas (5 Decisões) | 28 vitórias (14 KOs, 14 Decisões), 5 derrotas (5 Decisões) | 28 vitórias (14 KOs, 14 Decisões), 5 derrotas (5 Decisões) | 28 vitórias (14 KOs, 14 Decisões), 5 derrotas (5 Decisões) | 28 vitórias (14 KOs, 14 Decisões), 5 derrotas (5 Decisões) | 28 vitórias (14 KOs, 14 Decisões), 5 derrotas (5 Decisões) | 28 vitórias (14 KOs, 14 Decisões), 5 derrotas (5 Decisões) |
| Data                                                       | Resultado                                                  | Oponente                                                   | Evento                                                     | Local                                                      | Método                                                     | Round                                                      | Tempo                                                      |                                                            |
| ---------------------------------------------------------- | ---------------------------------------------------------- | ---------------------------------------------------------- | ---------------------------------------------------------- | ---------------------------------------------------------- | ---------------------------------------------------------- | ---------------------------------------------------------- | ---------------------------------------------------------- | ---------------------------------------------------------- |
| 06/11/2021                                                 | Vitória                                                    | Dengue Silva                                               | SFT Xtreme 2                                               | São Paulo                                                  | Nocaute (soco no corpo)                                    | 5                                                          | 1:32                                                       |                                                            |
| Ganhou o título vago Meio-Médio (76,2 kg) do SFT Xtreme.   |                                                            |                                                            |                                                            |                                                            |                                                            |                                                            |                                                            |                                                            |
| 05/08/2021                                                 | Vitória                                                    | Vinicius Dionizio                                          | SFT 28                                                     | São Paulo                                                  | Decisão (unânime)                                          | 3                                                          | 3:00                                                       |                                                            |
| 25/06/2021                                                 | Vitória                                                    | Dmitry Valent                                              | UAM Muaythai Night 6                                       | Abu Dhabi                                                  | Decisão (dividida)                                         | 3                                                          | 3:00                                                       |                                                            |
| 20/11/2020                                                 | Vitória                                                    | Mansurbek Tolipov                                          | UAM K-1 Combat                                             | Dubai                                                      | Decisão (unânime)                                          | 3                                                          | 3:00                                                       |                                                            |
| 12/09/2020                                                 | Vitória                                                    | Diesellek Seardammhooplara                                 | Muay Hardcore                                              | Bangkok                                                    | Nocaute (joelhada no corpo)                                | 1                                                          | 2:52                                                       |                                                            |
| 15/12/2019                                                 | Vitória                                                    | Jiao Fukai                                                 | Hongjian Cup                                               | Taicang                                                    | Decisão (dividida)                                         | 3                                                          | 3:00                                                       |                                                            |
| 09/03/2019                                                 | Vitória                                                    | Flo Singpatong                                             | Patong Boxing Stadium                                      | Phuket                                                     | Nocaute (cruzado de esquerda)                              | 4                                                          |                                                            |                                                            |
| 11/02/2019                                                 | Vitória                                                    | Oponente Tailandês                                         | Patong Boxing Stadium                                      | Phuket                                                     | Decisão                                                    | 5                                                          | 3:00                                                       |                                                            |
| 22/12/2018                                                 | Derrota                                                    | Dmitry Menshikov                                           | Muay Thai Factory 1                                        | Perm                                                       | Decisão                                                    | 3                                                          | 3:00                                                       |                                                            |
| 01/12/2018                                                 | Vitória                                                    | Ma Jiansheng                                               | Kunlun Fight Club Professional League - Round 7            | China                                                      | Decisão (unânime)                                          | 3                                                          | 3:00                                                       |                                                            |
| 21/11/2018                                                 | Vitória                                                    | Chen Zijun                                                 | Kunlun Fight Club Professional League - Round 6            | China                                                      | Nocaute (joelhada no corpo)                                | 1                                                          | 1:13                                                       |                                                            |
| 04/11/2018                                                 | Vitória                                                    | Nontachai Sittisukato                                      | All Star Fight                                             | Pattaya                                                    | Decisão                                                    | 3                                                          | 3:00                                                       |                                                            |
| 20/10/2018                                                 | Derrota                                                    | Zhou Wei                                                   | WLK - Xinhong Cup                                          | Taicang                                                    | Decisão                                                    | 3                                                          | 3:00                                                       |                                                            |
| 31/08/2018                                                 | Vitória                                                    | Wang Mingwu                                                | MMC 035, Final                                             | Shenzhen                                                   | Nocaute (joelhada no corpo)                                | 1                                                          | 0:48                                                       |                                                            |
| 29/08/2018                                                 | Vitória                                                    | Zhao Guangzhou                                             | MMC 035, Semifinais                                        | Shenzhen                                                   | Decisão                                                    | 3                                                          | 3:00                                                       |                                                            |
| 20/08/2018                                                 | Vitória                                                    | Oponente Tailandês                                         | Patong Boxing Stadium                                      | Phuket                                                     | Decisão                                                    | 5                                                          | 3:00                                                       |                                                            |
| 07/04/2018                                                 | Vitória                                                    | Wu Sihan                                                   | Shining Dragon World Championship                          | Weifang                                                    | Decisão (unânime)                                          | 3                                                          | 3:00                                                       |                                                            |
| 28/04/2018                                                 | Vitória                                                    | Jacob Ginter                                               | Phoenix 7 Phuket                                           | Phuket                                                     | Nocaute (joelhada no corpo)                                | 2                                                          |                                                            |                                                            |
| 16/03/2018                                                 | Derrota                                                    | Kamel Mezatni                                              | WPMF World Championships                                   | Ayutthaya                                                  | Decisão (unânime)                                          | 5                                                          | 3:00                                                       |                                                            |
| Pelo título vago Super-Médio (76,2 kg) Mundial da WPMF.    |                                                            |                                                            |                                                            |                                                            |                                                            |                                                            |                                                            |                                                            |
| 14/02/2018                                                 | Vitória                                                    | Oponente Tailandês                                         | Bangla Boxing Stadium                                      | Phuket                                                     | Nocaute (joelhada no corpo)                                | 4                                                          |                                                            |                                                            |
| Ganhou o título vago do Bangla Stadium.                    |                                                            |                                                            |                                                            |                                                            |                                                            |                                                            |                                                            |                                                            |
| 29/01/2018                                                 | Vitória                                                    | Oponente Tailandês                                         | Patong Boxing Stadium                                      | Phuket                                                     | Nocaute (cruzado de esquerda)                              |                                                            |                                                            |                                                            |
| 06/12/2017                                                 | Vitória                                                    | Wang Huaisheng                                             | King of Kungfu Champion Fight                              | China                                                      | Decisão (unânime)                                          | 3                                                          | 3:00                                                       |                                                            |
| 06/2017                                                    | Vitória                                                    | Oponente Chinês                                            |                                                            | China                                                      | Nocaute                                                    | 1                                                          |                                                            |                                                            |
| 31/12/2016                                                 | Vitória                                                    | Oponente Chinês                                            |                                                            | China                                                      | Nocaute (joelhada voadora)                                 |                                                            |                                                            |                                                            |
| 17/12/2016                                                 | Vitória                                                    | Liu Dacheng                                                | WKPL - Dream Hero                                          | Shangqiu                                                   | Decisão                                                    | 3                                                          | 3:00                                                       |                                                            |
| 16/04/2016                                                 | Vitória                                                    | Li Baoming                                                 | Superstar Fight                                            | Changsha                                                   | Decisão (round extra)                                      | 4                                                          | 3:00                                                       |                                                            |
| 02/04/2016                                                 | Derrota                                                    | Dave Leduc                                                 | Rawai Boxing Stadium                                       | Phuket                                                     | Decisão                                                    | 5                                                          | 3:00                                                       |                                                            |
| 28/03/2016                                                 | Vitória                                                    | Oponente Tailandês                                         | Patong Boxing Stadium                                      | Phuket                                                     | Nocaute (cotovelada)                                       | 1                                                          |                                                            |                                                            |
| 19/03/2016                                                 | Vitória                                                    | Sliman Zegnoun                                             | Patong Boxing Stadium                                      | Phuket                                                     | Decisão                                                    | 5                                                          | 3:00                                                       |                                                            |
| 01/2016                                                    | Vitória                                                    | Oponente Chinês                                            |                                                            | China                                                      | Nocaute Técnico (socos)                                    | 1                                                          |                                                            |                                                            |
| 05/12/2015                                                 | Derrota                                                    | Oponente Tailandês                                         | Patong Boxing Stadium                                      | Phuket                                                     | Decisão                                                    | 5                                                          | 3:00                                                       |                                                            |
| 30/11/2015                                                 | Vitória                                                    | Oponente Tailandês                                         | Patong Boxing Stadium                                      | Phuket                                                     | Nocaute (gancho de esquerda no corpo)                      | 1                                                          |                                                            |                                                            |
| 19/11/2015                                                 | Vitória                                                    | Oponente Tailandês                                         | Patong Boxing Stadium                                      | Phuket                                                     | Nocaute (joelhada voadora)                                 | 2                                                          |                                                            |                                                            |
| 14/11/2015                                                 | Vitória                                                    | Dimitry Madmedov                                           | Bangla Boxing Stadium                                      | Phuket                                                     | Nocaute (gancho de esquerda no corpo)                      | 3                                                          |                                                            |                                                            |
| Legenda: Vitória Derrota Empate/Sem competição Notas       |                                                            |                                                            |                                                            |                                                            |                                                            |                                                            |                                                            |                                                            |